# Alexis Santos
Alexis Manaças da Silva Santos (ur. 23 marca 1992 w Lizbonie) – portugalski pływak, medalista mistrzostw Europy, olimpijczyk z Rio de Janeiro i Tokio.

## Przebieg kariery
Pierwsze zawody rangi międzynarodowej z udziałem Santosa miały miejsce w 2009 roku, wówczas sportowiec brał udział w mistrzostwach Europy juniorów, w ramach których rywalizował w konkurencji 4 x 100 m st. zmiennym i zajął z kolegami z kadry 6. pozycję. Rok później uczestniczył w letnich igrzyskach olimpijskich młodzieży w Singapurze. Uczestniczył w czterech konkurencjach, najwyższą 6. pozycję zajął w konkurencji 50 m st. grzbietowym. Natomiast w 2012 roku Santos zadebiutował w zmaganiach seniorów rangi międzynarodowej, startując w mistrzostwach Europy, na których zajął 9. pozycję w konkurencji 400 m st. zmiennym i 16. pozycję w konkurencji 50 m st. grzbietowym.
W 2013 po raz pierwszy wystartował na mistrzostwach świata seniorów. Rywalizował w konkurencjach 50 m st. grzbietowym i 400 m st. zmiennym, zajął odpowiednio 20. i 12. pozycję. W 2016 otrzymał brązowy medal mistrzostw Europy w konkurencji 200 m st. zmiennym, a także brał udział w letnich igrzyskach olimpijskich w Rio de Janeiro – w jego ramach brał udział w konkurencjach pływackich stylem zmiennym, na dystansie 200 m uzyskał czas 2:00,08 (w półfinale) i zajął 12. pozycję, natomiast na dystansie 400 m uzyskał rezultat czasowy 4:15,84 (w eliminacjach; rezultat ten był również nowym rekordem Portugalii) i zajął 14. pozycję w końcowej klasyfikacji.
W 2018 wywalczył brązowy medal igrzysk śródziemnomorskich w konkurencji 200 m st. zmiennym. W 2021 ponownie startował w letniej olimpiadzie, na której rywalizował w konkurencji 200 m st. zmiennym i zajął 28. pozycję w klasyfikacji końcowej (z czasem 1:59,32 osiągniętym w eliminacjach).
W latach 2011–2019 wielokrotnie zdobywał złote medale mistrzostw Portugalii (zarówno na basenie 25-, jak i 50-metrowym).

## Rekordy życiowe
| Konkurencja               | Data                 | Miejsce         | Rezultat   | Źródło     |
| Basen 50 m                | Basen 50 m           | Basen 50 m      | Basen 50 m | Basen 50 m |
| ------------------------- | -------------------- | --------------- | ---------- | ---------- |
| 50 m stylem dowolnym      | 14 kwietnia 2019     | Oeiras          | 0:23,03    | [ 3 ]      |
| 100 m stylem dowolnym     | 12 kwietnia 2015     | Oeiras          | 0:50,19    | [ 3 ]      |
| 200 m stylem dowolnym     | 31 marca 2017        | Coimbra         | 1:48,39    | [ 4 ]      |
| 400 m stylem dowolnym     | 17 marca 2019        | Madryt          | 4:02,07    | [ 3 ]      |
| 50 m stylem grzbietowym   | 17 maja 2021         | Budapeszt       | 0:25,28    | [ 3 ]      |
| 100 m stylem grzbietowym  | 2 grudnia 2011       | Eindhoven       | 0:56,26    | [ 3 ]      |
| 200 m stylem grzbietowym  | 1 kwietnia 2011      | Rio Maior       | 2:03,10    | [ 4 ]      |
| 50 m stylem klasycznym    | 21 maja 2021         | Budapeszt       | 0:28,43    | [ 3 ]      |
| 100 m stylem klasycznym   | 23 marca 2018        | Funchal         | 1:03,14    | [ 3 ]      |
| 200 m stylem klasycznym   | 2 kwietnia 2017      | Coimbra         | 2:16,74    | [ 3 ]      |
| 50 m stylem motylkowym    | 17 marca 2018        | Coimbra         | 0:24,68    | [ 4 ]      |
| 100 m stylem motylkowym   | 18 grudnia 2016      | Póvoa de Varzim | 0:54,49    | [ 3 ]      |
| 200 m stylem motylkowym   | 12 marca 2011        | Lizbona         | 2:12,82    | [ 4 ]      |
| 200 m stylem zmiennym     | 6 kwietnia 2019      | Coimbra         | 1:58,19    | [ 3 ]      |
| 400 m stylem zmiennym     | 6 sierpnia 2016      | Rio de Janeiro  | 4:15,84    | [ 3 ]      |
| 4 x 200 m stylem dowolnym | 14 kwietnia 2019     | Oeiras          | 7:26,26    | [ 3 ]      |
| Basen 25 m                |                      |                 |            |            |
| 50 m stylem dowolnym      | 31 października 2015 | Portimão        | 0:22,90    | [ 4 ]      |
| 100 m stylem dowolnym     | 29 czerwca 2019      | Algés           | 0:48,99    | [ 4 ]      |
| 200 m stylem dowolnym     | 21 grudnia 2019      | Felgueiras      | 1:44,73    | [ 3 ]      |
| 50 m stylem grzbietowym   | 21 grudnia 2019      | Felgueiras      | 0:23,69    | [ 3 ]      |
| 100 m stylem grzbietowym  | 14 grudnia 2013      | Herning         | 0:52,03    | [ 3 ]      |
| 200 m stylem grzbietowym  | 7 listopada 2015     | Paryż           | 1:56,14    | [ 4 ]      |
| 50 m stylem klasycznym    | 22 grudnia 2019      | Felgueiras      | 0:27,12    | [ 3 ]      |
| 100 m stylem klasycznym   | 20 grudnia 2019      | Felgueiras      | 0:58,82    | [ 3 ]      |
| 200 m stylem klasycznym   | 18 listopada 2011    | Algés           | 2:24,82    | [ 4 ]      |
| 50 m stylem motylkowym    | 20 grudnia 2019      | Felgueiras      | 0:23,67    | [ 3 ]      |
| 100 m stylem motylkowym   | 18 grudnia 2011      | Mealhada        | 0:53,30    | [ 4 ]      |
| 200 m stylem motylkowym   | 9 listopada 2013     | Barcelona       | 2:06,72    | [ 4 ]      |
| 100 m stylem zmiennym     | 7 grudnia 2019       | Glasgow         | 0:52,73    | [ 3 ]      |
| 200 m stylem zmiennym     | 6 grudnia 2019       | Glasgow         | 1:54,25    | [ 3 ]      |
| 400 m stylem zmiennym     | 13 grudnia 2013      | Herning         | 4:11,25    | [ 3 ]      |
| 4 x 200 m stylem dowolnym | 21 grudnia 2019      | Felgueiras      | 7:11,99    | [ 3 ]      |